# Tex Coulter
(en) Statistiques sur pro-football-reference
(en) Statistiques sur statscrew
DeWitt « Tex » Coulter (26 octobre 1924 - 2 octobre 2007) est un joueur américain de football américain et de football canadien qui jouait à la fois sur la ligne offensive et la ligne défensive.  Il a aussi été un illustrateur et caricaturiste renommé, ainsi que journaliste sportif.

## Jeunesse
Tex Coulter est né à Fort Worth au Texas le 2 octobre 1924. Il devient orphelin de père à l'âge de quatre ans et sa mère le place dans l'orphelinat maçonnique (en) de Fort Worth où il reste jusqu'à la fin de l'école secondaire et où il brille dans les équipes de football ainsi qu'au lancer du poids dans lequel il obtient un record scolaire national en 1943. En 1944, il obtient une bourse pour se joindre à l'équipe de l'université A&M du Texas, mais il est conscrit avant de pouvoir s'y rendre et est recruté dans l'équipe de football des cadets de l'armée, basée à West Point. Il passe d'abord un semestre à Cornell pour se préparer à l'examen d'entrée de West Point. Avec l'armée, il remporte le championnat national NCAA en 1944 et 1945. De plus, il est choisi sur l'équipe d'étoiles All-America en 1945. Il est cependant expulsé de l'académie militaire de West Point en 1946 à cause de ses déficiences en mathématiques.

## Carrière professionnelle
Une fois sorti de West Point, Coulter est autorisé à signer un contrat avec les Giants de New York, même s'il n'est éligible qu'au repêchage de 1947. Lors de ce repêchage, les Cardinals de Chicago le réclament à la première ronde (7e au total), mais l'échangent aussitôt aux Giants contre leur choix de première ronde. Il devient un régulier avec les Giants, et est utilisé à l'attaque comme à la défense. Il est choisi sur l'une ou l'autre des sélections All-Pro en 1948, 1951 et 1952 et est sélectionné pour le Pro Bowl de 1951 et celui de 1952. Il annonce sa retraite du football en 1950 afin de poursuivre son autre passion, l'illustration, et part pour Dallas où il travaille au département des sports du Dallas Times Herald. Il revient cependant avec les Giants l'année suivante.
En 1953 Coulter décide de quitter la NFL et les Giants et de rejoindre les Alouettes de Montréal de la Interprovincial Rugby Football Union (IRFU). À cette époque le football canadien payait de meilleurs salaires que la NFL. À Montréal, il joue sur l'équipe offensive et l'équipe défensive, tout en étant également botteur de dégagements. Dès sa première saison il est choisi sur l'équipe d'étoiles de la IRFU à la fois comme bloqueur et comme plaqueur défensif. Il répète l'exploit les deux années suivantes. Il remporte en 1955 le titre de meilleur joueur défensif au Canada, décerné pour la première fois. Tex Coulter prend sa retraite à l'issue de la saison 1956.

## Illustration et journalisme

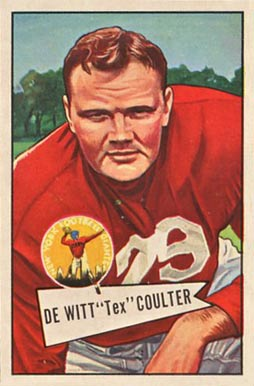
Tex Coulter sur une carte Bowman de 1952

Après sa carrière de joueur, Coulter décide de rester à Montréal et devient un illustrateur et portraitiste réputé, spécialisé dans les portraits de joueurs de hockey illustrant les programmes-souvenirs de la Ligue nationale de hockey, ainsi que plusieurs magazines, calendriers et autres. Il devient également journaliste sportif pour le Montreal Star et participe à la radiodiffusion des matchs des Alouettes.
Il repart pour le Texas vers 1971 où il s'occupe de son entreprise de construction résidentielle. Il meurt en 2007.

## Trophées et honneurs
- Meilleur joueur de ligne du football canadien : 1955
- Meilleur joueur de ligne de l'IRFU : 1955
- Finaliste au titre de joueur par excellence du football canadien : 1953
- Équipe d'étoiles de l'IRFU : 1953, 1954, 1955 (chaque fois à deux positions)
- Sélectionné au Pro Bowl : 1951, 1952
- Intronisé au Texas Sports Hall of Fame en 1997[11]